# كاثلين فرازير (كاتبة)
كاثلين فرازير (بالإنجليزية: Kathleen Fraser)‏ هي كاتِبة وشاعرة أمريكية، ولدت في 22 مارس 1935 في تلسا في الولايات المتحدة، وتوفيت في 5 فبراير 2019 في إميريفيلي في الولايات المتحدة.